# Hammermühle (Donaustauf)
Hammermühle ist ein Gemeindeteil des Marktes Donaustauf im Landkreis Regensburg. 

## Lage
Der Weiler Hammermühle liegt ca. 1500 m nordöstlich von Sulzbach an der Donau und ist 4 km von Donaustauf entfernt. Durch den Ort fließt der Otterbach, der bei Sulzbach in die Donau mündet. Durch Hammermühle führt der Rundwanderweg „OR9 Donaustauf - Walhalla - Hammermühle - Donaustauf“, ebenso der Wanderweg „Hammermühle-Silberweiher-Donaustauf-Walhalla“.

## Geschichte
Die Hammermühle gehörte zur Reichsherrschaft Donaustauf und wurde vom Amthof in Sulzbach verwaltet. Im Saalbuch von Sulzbach werden 1388 eine Mühle und eine Sägemühle genannt. 1397/98 ist von einer Hammermühle, genannt „zur Holzmühl“, die Rede, die Mühle ist also um ein Hammerwerk erweitert worden ist. Die Holzmühl selbst wird bereits 1306 erwähnt. Der Lehensherr der Mühle war der Regensburger Bischof, 1397 wird durch ihn eine Lehensvergabe erwähnt. 1689 wird in der Hammermühl eine Bausölde genannt, die zum Kloster St. Clara gehört („Mühle mit einem Häusl, der ‚alten Mühl‘, einer Brandstatt“). Die alte Mühle ist demnach abgebrannt. 1964 gehört Hammermühle zur Gemeinde Sulzbach. Am 1. Mai 1978 wurde Hammermühle als Bestandteil der bis dahin selbstständigen Gemeinde Sulzbach an der Donau in den Markt Donaustauf eingegliedert.
In Hammermühle bestand im 15. und 16. Jahrhundert ein Eisenhammer, der vom Wasser des Otterbachs angetrieben wurde.